# Spokój (singel)
Spokój – pierwszy singel Natalii Nykiel z 2017 roku, promujący jej drugi album studyjny Discordia. Utwór skomponowała sama wokalistka we współpracy z Michałem „Fox” Królem, a tekst piosenki napisała także sama z Michałem Majakiem.
Przebój był notowany na 10. miejscu na liście AirPlay, najczęściej odtwarzanych utworów w polskich rozgłośniach radiowych.
Nagranie uzyskało w Polsce status platynowej płyty, przekraczając liczbę 20 tysięcy sprzedanych kopii.

## Premiera i wykonania na żywo
Kompozycja została premierowo zaprezentowana przez wokalistkę 10 maja 2017 w programie Kuby Wojewódzkiego, emitowanym na kanale TVN. 
Natalia Nykiel wielokrotnie wykonywała „Spokój” podczas dużych imprez m.in. na Orange Warsaw Festival, Sylwester w Krakowie 2017 czy Konkurs Sopot Festival 2017 w Sopocie.

## Teledysk
22 czerwca 2017 odbyła się premiera teledysku do piosenki. Klip do piosenki zrealizowano na Cyprze.  Obecnie (styczeń 2019) teledysk do „Spokój” zanotował w serwisie YouTube ponad 13 milionów wyświetleń.
- Reżyseria: Krzysztof Grudziński
- Stylizacja: Iwona Łęczycka
- Make Up: Kasia Sobura
- Włosy: Kasia Zalewska, Kamila Pecka
- Produkcja: Paweł Bożyczko

## Sukces komercyjny
Piosenka dotarła do 10. miejsca na liście AirPlay, najczęściej odtwarzanych utworów w polskich stacjach radiowych. Ponadto singel został w Polsce wyróżniony platynowym certyfikatem za sprzedaż przekraczającą 20 tysięcy kopii.

## Notowania

### Pozycje na listach airplay
| Kraj   | Lista (2017)  | Najwyższa pozycja |
| ------ | ------------- | ----------------- |
| Polska | AirPlay – Top | 10                |

### Pozycje na radiowych listach przebojów
| Kraj   | Lista (2017)           | Najwyższa pozycja |
| ------ | ---------------------- | ----------------- |
| Polska | Radio Eska (Gorąca 20) | 1                 |
| Polska | Radio Szczecin (SLiP)  | 8                 |
| Polska | RMF FM (POPLista)      | 2                 |

## Certyfikat
| Kraj          | Certyfikat      | Sprzedaż |
| ------------- | --------------- | -------- |
| Polska (ZPAV) | platynowa płyta | 20 000+  |

## Nagrody i nominacje
| Rok  | Konkurs                           | Kategoria                              | Rezultat    |
| ---- | --------------------------------- | -------------------------------------- | ----------- |
| 2017 | Najlepsi 2017 – Plebiscyt Onet.pl | Najlepsza piosenka – Polska („Spokój”) | 2. miejsce  |
| 2017 | Przebój roku RMF FM 2017          | Przebój roku                           | 13. miejsce |
| 2017 | Gorąca 100                        | 100 największych hitów 2017            | 51. miejsce |